# Flaga Andory

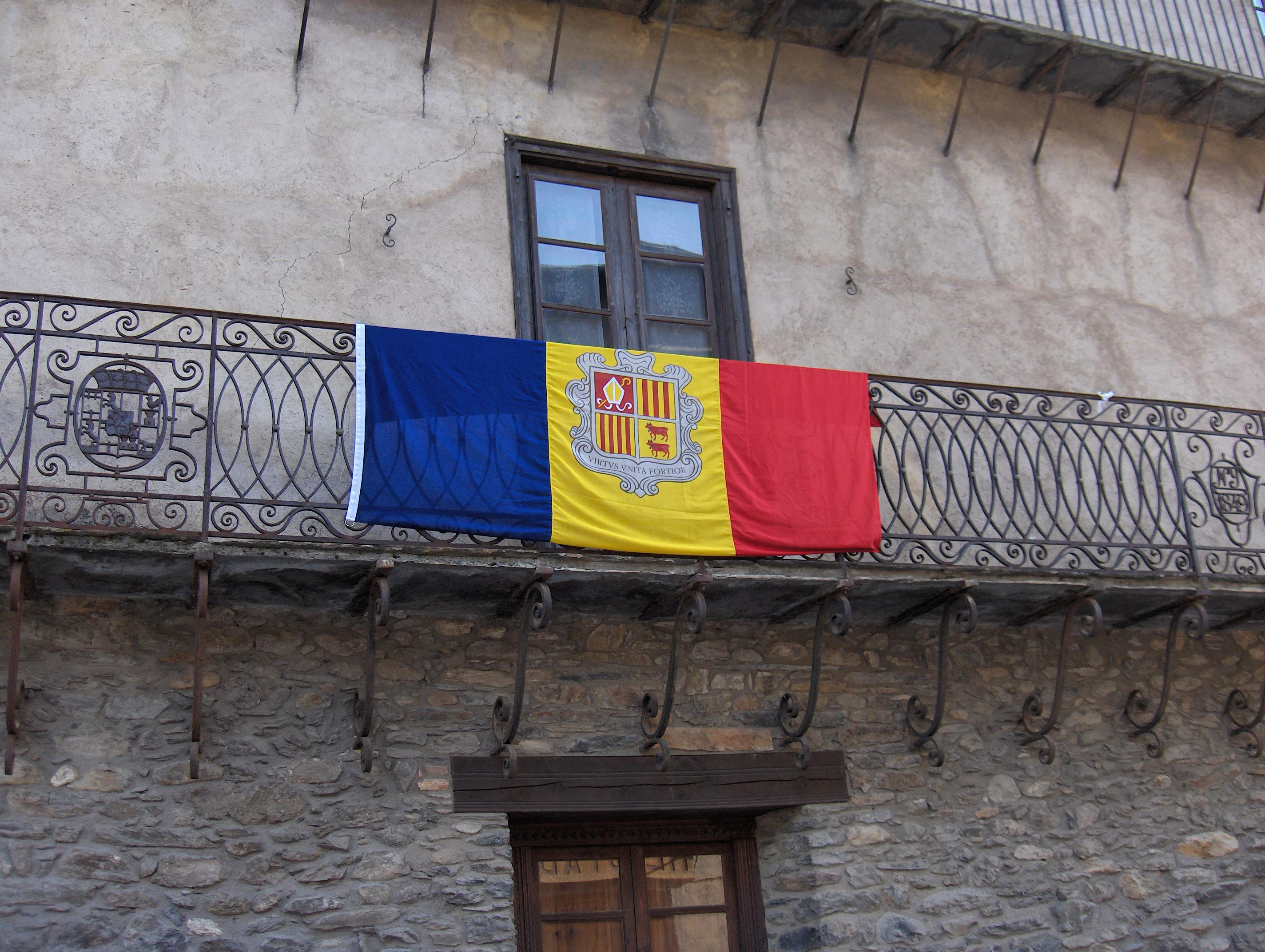
flaga wywieszona na balkonie domu w Ordino

Flaga Andory została przyjęta w obecnym kształcie w 1993.
Trójkolorowa, niebiesko-żółto-czerwona flaga jest używana od drugiej połowy XIX wieku. Proporcje 2:3, przy czym szerokość pionowych kolorowych pasów nie jest jednakowa i wynosi 8:9:8 (środkowy żółty pas jest nieco szerszy od obu pozostałych).
Na fladze połączono barwy Francji (niebieska i czerwona) i Hiszpanii (żółta i czerwona), co odzwierciedlać ma francusko-hiszpański nadzór nad Andorą. Na środku flagi znajduje się godło państwowe, łączące symbole biskupstwa Urgell oraz  hrabiów Foix, Katalonii i Béarn. Pod herbem dewiza łacińska: Virtus unita fortior, czyli Jedność wzmacnia.

Kolorystycznie identyczne są flagi: Czadu, Rumunii i flaga Mołdawii, ale różnią się od flagi Andory (oprócz herbu pośrodku) tym, że wszystkie te trzy kraje mają flagi z pasami jednakowej szerokości, zaś środkowy pas we fladze Andory jest (jak wspomniano wyżej) nieco szerszy od obu skrajnych.

Flaga Andory z lat 1806–1866
Flaga Andory z lat 1866–1939
Flaga Andory z lat 1939–1949
Flaga pseudokrólestwa Andory z 1934
Flaga Andory z lat 1949–1959
Flaga Andory z lat 1959–1971
Flaga Andory od 1971